# Rautajärvi (Gällivare socken, Lappland, 744945-174415)
Rautajärvi är en sjö i Gällivare kommun i Lappland och ingår i Kalixälvens huvudavrinningsområde. Rautajärvi ligger i Torne och Kalix älvsystem Natura 2000-område.